# Fiches (Wittgenstein)
Les Fiches (en allemand : Zettel) est un recueil posthume de remarques de Ludwig Wittgenstein, publié d'abord en 1967. Elles contiennent plusieurs discussions sur la psychologie philosophique et sur la tendance de la philosophie à essayer d'avoir une vision synoptique des phénomènes— c'est-à-dire une vision de la compréhension de l'émergence d'un tout —. Parmi les sujets traités : sens, la signification, la pensée parlée, le comportement, la prétention, l'imagination, l'infini, le respect des règles, la représentation visuelle, la mémoire, la négation, la contradiction, le calcul, la preuve mathématique, l'épistémologie, le doute, la conscience, les états mentaux et les sensations.